# H2g2
h2g2 ist eine englischsprachige Web-Gemeinde, die sich mit dem Aufbau eines Handbuchs über das Leben, das Universum und den ganzen Rest beschäftigt.

## Geschichte
Die Webseite wurde im April 1999 als die irdische Ausgabe von englisch The Hitchhiker's Guide to the Galaxy (Dt. Per Anhalter durch die Galaxis) von Douglas Adams und seinen Freunden und Kollegen bei The Digital Village gegründet. h2g2 dient als praktische Abkürzung für den ansonsten etwas länglichen engl. Titel (The Hitchhiker's Guide to the Galaxy → HHGG), was den Vorteil hat, dass die meisten ihn aussprechen können.
Viele Einträge sind enzyklopädisch, andere behandeln recht eigenwillige Themen wie plastic bag bras (Plastiktüten-BHs), teaching your cat to fetch (Seiner Katze das Apportieren beibringen), oder burying oneself in sand (Sich selbst im Sand vergraben).
Im April 1999 startete Douglas Adams’ Firma TDV den Internetservice h2g2, mit dem die Idee des Hitchhiker Guide to the Galaxy aus Adams’ gleichnamigen Buch (Per Anhalter durch die Galaxis) verwirklicht werden sollte – diese fiktive, PDA-artige Enzyklopädie hatte auch davor schon internetgestützte Enzyklopädieprojekte angeregt, wurde aber erst mit Douglas Adams’ Engagement zu einem tragfähigen und lebendigen System. h2g2 unterscheidet in einem mehrstufigen System zwischen festen Redakteuren (editors) und diversen Abstufungen von freiwilligen Mitarbeitenden. h2g2 arbeitet mit einem Peer-Review-System, welches alle Artikel auf inhaltliche Richtigkeit und Grammatik überprüft, macht aber auch Beiträge außerhalb davon zugänglich. Hinsichtlich der Themenwahl zeichnet sich h2g2 durch eine allgemein lässigere Haltung aus.
Im Jahr 2001 wurde h2g2 von der BBC übernommen und wurde bis 2011 als Teil des BBC-Internetservice BBC.co.uk weitergeführt.
Kurz nachdem die Seite einer vollständigen Neugestaltung unterzogen worden war, um sie an das neue Webdesign der übrigen Website der BBC anzupassen, gab der Sender im Januar 2011 bekannt, man wolle sich auf Grund der Sparmaßnahmen von h2g2 trennen. Es hieß, es werde versucht, h2g2 außerhalb der BBC zu erhalten.
Dieses Unternehmen gelang. Im Herbst 2011 wurde h2g2 von einem Zusammenschluss aus den 3 Parteien des Community Consortiums, Robbie Stamp (Mitbegründer von TDV) und dem Social-Media-Anbieter Noesis Systems Ltd. übernommen. Sämtliche Arbeiten an h2g2 wurden von Freiwilligen aus der Community übernommen, da die bezahlten Mitarbeiter der BBC natürlich nicht mehr an h2g2 arbeiten.

## DNA
Die Software, auf der h2g2 aufbaut und auch alle verwandten Tochter-Webgemeinschaften wie „360“, „Get Writing“ und „Peoples War“ wird DNA genannt. DNA verweist auf die Initialen von Douglas Noël Adams. Die DNA-Technologie wurde einige Monate nach der Übernahme der Website durch die BBC eingeführt. Vorher wurde eine Software namens 'Ripley' nach dem Charakter aus dem Film Aliens benutzt. Noch früher wurde eine Software namens Llama eingesetzt.
Douglas Adams selbst war besonders in den Anfängen der Website sehr engagiert in der Gestaltung und dem Ausbau.
Ripley und seine alten Skins sind heute immer noch vorhanden, obwohl mit der Umgestaltung der Seite durch die BBC auch eine auf Zend-Technologie aufgebaute Version der Seite vorhanden ist. 'Barlesque', wie es von der BBC genannt wurde, sollte alle Internet-Seiten der BBC vereinen. Kurz nach der Übernahme der Seite wurde sowohl das Framework als auch der dazugehörige Skin von in 'Pliny' (benannt nach Plinius dem Älteren) umbenannt und wird heute unter diesem Namen weiter entwickelt.

## Der 'Edited Guide'
Der sogenannte Edited Guide ist das Herzstück von h2g2. Er enthält all jene 'Guide Entries' (Artikel, die von Mitgliedern der Seite geschrieben wurden), welche das Peer-Review-System durchlaufen haben. Hat jemand einen Entry geschrieben, den er für den Edited Guide geeignet hält, so schickt er diesen erst an das Peer-Review-Forum, wo alles Geschriebene von anderen Mitgliedern der Seite gelesen wird. Korrekturvorschläge und Probleme beim Verständnis der Artikel werden diskutiert und vom Autor umgesetzt, bis der Entry entweder als fertig erachtet oder in seltenen Fällen aufgegeben wird. Jeder Entry muss mit den House Rules von h2g2 vereinbar sein, darf keine Urheberrechte verletzen und sollte von sprachlich guter Qualität sein. Stil und Inhalt sind den Autoren überlassen, fiktive Inhalte sind jedoch nicht Teil des Edited Guides.
Alle Entries werden dann noch einmal von Freiwilligen korrigiert (vor allem Korrekturen der Grammatik und Rechtschreibung) und illustriert, sofern der Autor selbst keine geeigneten Bilder zur Verfügung stellt.
Fertige neue Guide Entries werden dann auf der 'Front Page' von h2g2 vorgestellt und sind von diesem Zeitpunkt an kategorisiert und durch die interne Suchmaschine im 'Edited Guide' zu finden. Jeder Autor behält die Rechte an den von ihm geschriebenen Entries (und wird auf ihnen auch als Autor genannt), überlässt aber den Besitzern von h2g2 die Möglichkeit, sie ebenfalls weiterzuverwenden.

## Die Community
Das zweite wichtige Standbein von h2g2 ist die Community selbst. Jedes Mitglied (genannt 'Researcher' also 'Forscher') bekommt bei der Anmeldung auf h2g2 eine persönliche Seite zur freien Gestaltung, sowie die Möglichkeit 'Journals' (Tagebucheinträge) an Freunde auf h2g2 zu schicken, ein System ähnlich dem von blogs, nur älter. Jeder Researcher kann Nachrichten an andere schicken und an Unterhaltungen teilnehmen, es gibt jedoch keine nicht-öffentlichen privaten Nachrichten.
Einige große Foren sind der Treffpunkt aller Researcher.
Das Hauptforum von h2g2 ist 'Ask h2g2', wo Fragen an die Community gestellt werden können. Diese haben vielschichtige Themen von trivial bis kompliziert, von sinnfrei bis sehr ernst.
In 'SEx - Science Explained' ('Wissenschaft erklärt') werden wissenschaftliche Fragen gestellt und meist auch beantwortet.
In anderen Foren werden Spiele gespielt oder es wird einfach über diverse Themen getratscht.
Jeder Guide Entry besitzt außerdem ein kleines Forum in dem über diesen Entry diskutiert werden kann. Dies hat zu einer Unmenge von Clubseiten und anderen Vereinigungen geführt (die natürlich nicht zum Edited Guide gehören). Hier unterhalten sich meist feste Gruppen von Mitgliedern über ihre Lieblingsthemen.
Obwohl h2g2 eine rein englischsprachige Seite ist, setzt sich die Community aus Mitgliedern verschiedenster Herkunft, Muttersprache und sozialen Hintergründen zusammen.